# Nuldernauw
El Nuldernauw (que podría traducirse como estrecho de Nulder, ya que en neerlandés, «nauw» significa estrecho) es un lago de borde artificial localizado en el centro de los Países Bajos, entre las provincias de Flevoland y Güeldres. El lago fue ganado al mar cuando se realizaron los polders de Flevoland.
El Nuldernauw forma parte de la serie de lagos periféricos utilizados para separar geohidrológicamente los pólderes bajos de Flevoland de las tierras más altas del continente. El Nuldernauw está conectado: por el oeste, en las cercanías de Nijkerk, con el Nijkerkernauw, del que le separa una barrera que tiene una esclusa (Nijkerkersluis); y por su extremo noroeste, en la parte en que comienza a ensancharse, próximo a Zeewolde, con el Wolderwijd, sin que haya una separación clara entre ambos cuerpos de agua.

## Enlaces externos

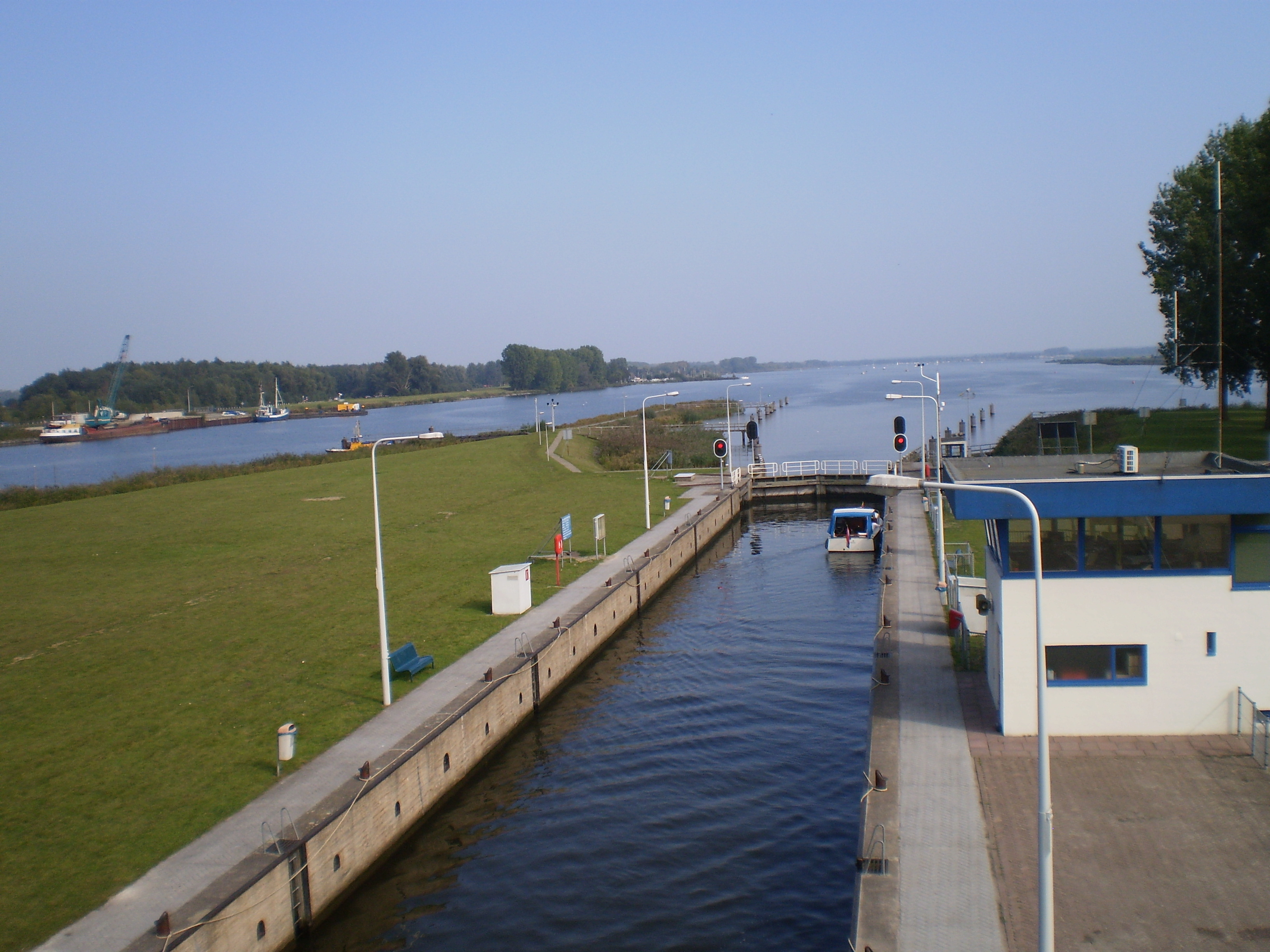
Vista de una esclusa (Nijkerkersluis) en el Nijkerkernauw